# Кнапп, Карин
Карин Кнапп (нем. Karin Knapp; род. 28 июня 1987, Брунико, Италия) — итальянская теннисистка; победительница двух турниров WTA в одиночном разряде; обладательница Кубка Федерации (2013) в составе национальной сборной Италии.

## Общая информация
Карин — одна из трёх детей Алоиза и Марианны Кнаппов; её братьев зовут Штефан и Михаэль.
В теннисе с семи лет. Любимое покрытие — грунт, лучший удар — форхенд.

## Спортивная карьера
Начало карьеры.

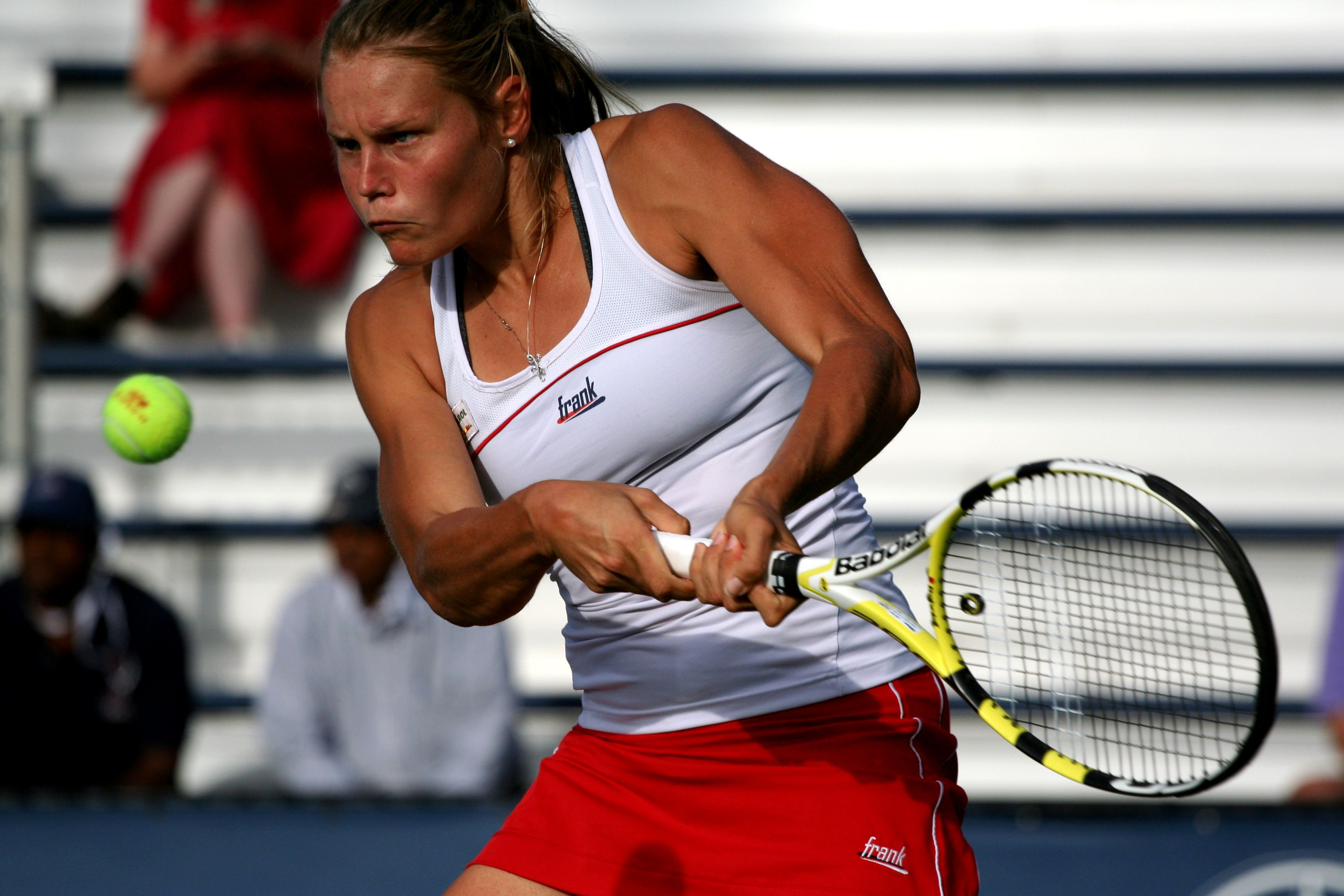
Кнапп на Открытом чемпионате США 2011 года

Дебют Кнапп в основных соревнованиях WTA Тура состоялся в мае 2006 года, когда она приняла участие в парном розыгрыше турнира 1-й категории в Риме. В том же месяце она впервые сыграл и в одиночках, пройдя квалификационный отбор на турнир в Страсбурге. В июле того же года на турнире в Палермо, куда она также попала через квалификацию, Карин смогла добраться до четвертьфинала. В апреле 2007 года итальянская теннисистка улучшает свой лучший результат, выйдя в полуфинал турнира в Будапеште. К началу этих соревнований она подходит уже игроком Топ-100 мирового женского рейтинга. В мае Кнапп дебютировала в основной сетке турнира серии Большого шлема, сыграв на Открытом чемпионате Франции. В первых раундах она смогла обыграть Викторию Азаренко и Алёну Бондаренко, и таким образом пройти в третий раунд. На дебютном Уимблдонском турнире карин в первом раунде проиграла представительнице Топ-10 Николь Вайдишовой. В июле на турнире в Палермо она прошла в полуфинал в одиночных соревнованиях, а в парах впервые сыграл в финале, выступая в альянсе с Аличе Канепой. Через неделю итальянке удалось выйти в полуфинал в Бадгастайне. На Открытом чемпионате США Кнапп вышла во второй раунд. Сезон 2007 года она завершила на 51-м месте рейтинга.
Дебютный Открытый чемпионат Австралии в 2008 году завершился для Кнапп поражением в первом раунде. В феврале она удачно для себя сыграла на турнире в Антверпене, впервые сыграв в одиночном финале WTA. В борьбе за титул итальянка проиграла лидеру мирового тенниса на тот момент Жюстин Энен — 3-6, 3-6. В апреле она вышла в четвертьфинал в Эшториле. Затем Карин дебютировала за сборную Италии в отборочном раунде Кубка Федерации. На Открытом чемпионате Франции она вновь вышла в третий раунд, где проиграла первой ракетке мира на тот момент Марии Шараповой. Следующий раз на корт она выходить через три месяца на Открытом чемпионате США, где проигрывает уже на старте. Осенью она один раз вышла в четвертьфинал на турнире в Гуанчжоу.
Открытый чемпионат Австралии 2009 года завершился для Кнапп на стадии второго раунда. В следующий раз в основе на турнире Большого шлема она сыграла только в 2011 году, пройдя квалификацию на Открытый чемпионат США. В феврале 2012 года Карин вышла в четвертьфинал турнира в Боготе, а в мае того же года попала в полуфинал в Эшториле. В феврале 2013 года Кнапп сыграла в полуфинале турнира в Боготе и четвертьфинале в Акапулько. На Уимблдонском турнире она смогла впервые в карьере пройти в стадию четвёртого раунда, где Карин уступила Марион Бартоли, которая в тот год стала чемпионкой. Этот результат позволил итальянке вернуть место в первой сотне. В июле она сыграла в полуфинале на турнире в Бадгастайне. На Открытом чемпионате США Кнапп первый раз вышла в третий раунд, где проиграла соотечественнице Роберте Винчи. Осенью она один раз доходит до 1/4 финала на турнире в Люксембурге и завершает сезон на 41-й позиции. В ноябре 2013 года Карин помогла сборной Италии завоевать кубок Федерации. В финале итальянки обыграли со счётом 4-0 сборную России, а Кнапп принесла очко в парной встрече, которую она сыграла совместно с Флавией Пеннеттой.
2014-16

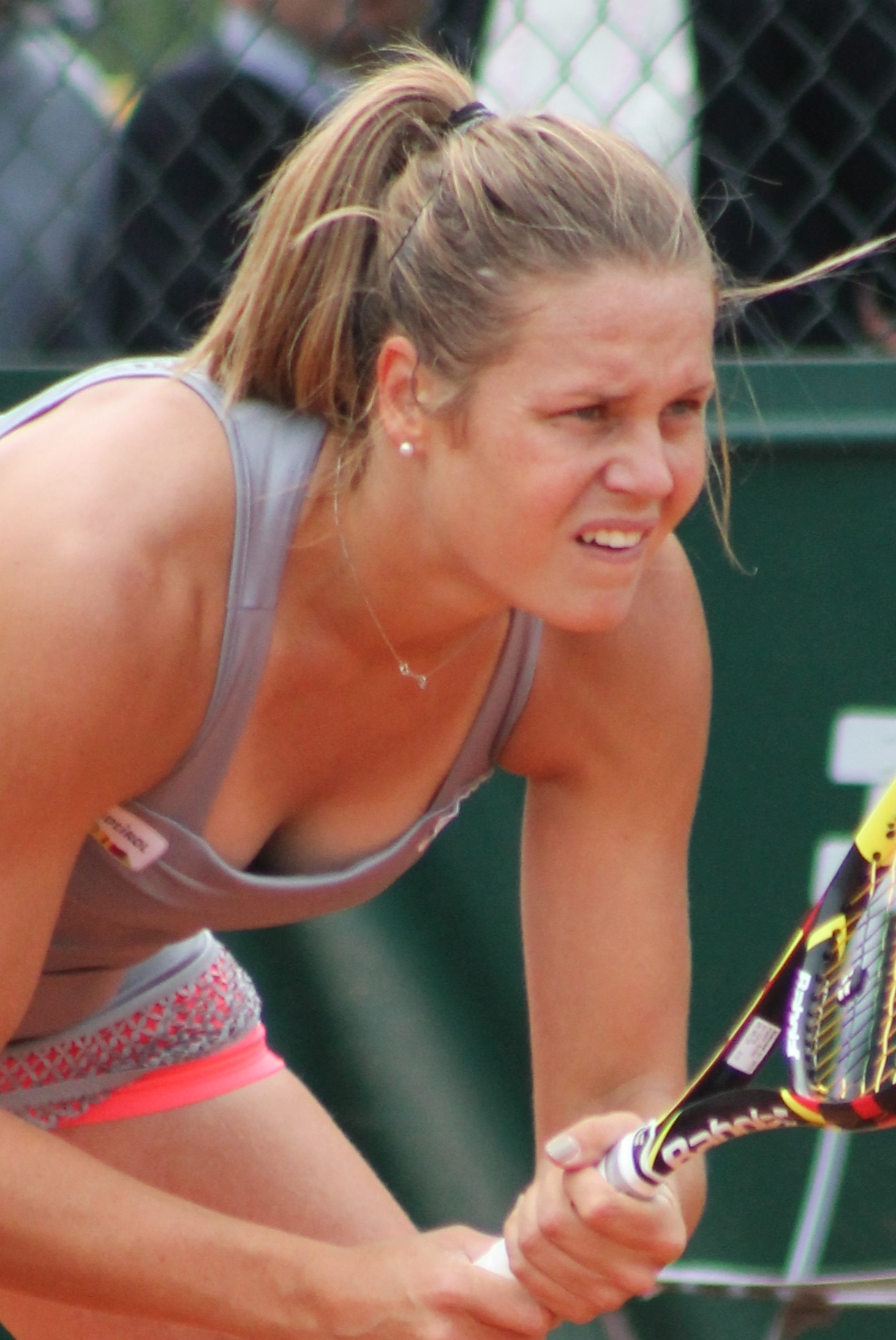
Кнапп на Открытом чемпионате Франции 2015 года

Австралийский чемпионат 2014 года завершается для Кнапп поражением во втором раунде от Марии Шараповой. В мае на турнире в Нюрнберге она первый раз в сезоне вышла в полуфинал. В июле в Бухаресте Карин вышла в парный финал в дуэте с Чаглой Бююкакчай. В сентябре ей покорился дебютный титул WTA. Кнапп удалось завоевать первый трофей на турнире в Ташкенте, где в финале она обыграла сербку Бояну Йовановски со счётом 6-2, 7-6(4). В октябре итальянка вышла в 1/2 финала зального турнира в Линце.
В январе 2015 года Кнапп сыграла в четвертьфинале турнира в Хобарте. Следующий раз до этой стадии она добирается в конце апреля на грунтовом турнире в Марракеше. Чуть ранее том же месяце итальянка сыграла в парном финале на турнире в Катовице в дуэте с Джоей Барбьери. Перед Ролан Гаррос Кнапп смогла выиграть свой второй титул в профессиональной карьере. Произошло это на турнире в Нюрнберге, где в финале она обыграла Роберту Винчи — 7-6(5), 4-6, 6-1. В июле Карин ещё раз сыграла в главном матче за титул, сыграв в финале в Бадгастайне, однако на этот раз она уступила Саманте Стосур — 6-3, 6-7(3), 2-6. Через неделю после этого Кнапп вышла в полуфинал на турнире в Баку. На Открытом чемпионате США она проигрывает во втором раунде Анжелике Кербер и досрочно завершила сезон.
На Открытом чемпионате Франции 2016 года в первом раунде Кнапп удаётся пройти № 5 в мире Викторию Азаренко на отказе соперницы от борьбы в третьем сете. По итогу её результатом стал выход  в третий раунд. В июле она сыграла в 1/4 финала в Бостаде. В августе она приняла участие в первых для себя Олимпийских играх в Рио-де-Жанейро. Кнапп уже в первом раунде проиграла чешской теннисистке Луции Шафаржовой.

## Рейтинг на конец года
| Год  | Одиночный рейтинг | Парный рейтинг |
| 2017 | 971               | 416            |
| 2016 | 144               | 539            |
| 2015 | 51                | 50             |
| 2014 | 56                | 109            |
| 2013 | 41                | 447            |
| 2012 | 123               | 199            |
| 2011 | 158               | 328            |
| 2010 | 478               |                |
| 2009 | 205               | 781            |
| 2008 | 80                | 958            |
| 2007 | 51                | 164            |
| 2006 | 123               | 294            |
| 2005 | 306               | 462            |
| 2004 | 594               | 755            |
| 2003 | 746               |                |

## Выступления на турнирах

### Финалы турнировWTAв одиночном разряде (4)

#### Победы (2)
| Легенда: До 2009 года       | Легенда: С 2009 года  |
| --------------------------- | --------------------- |
| Турниры Большого Шлема (0)  |                       |
| Олимпиада (0)               |                       |
| Итоговый чемпионат года (0) |                       |
| 1-я категория (0)           | Premier Mandatory (0) |
| 2-я категория (0)           | Premier 5 (0)         |
| 3-я категория (0)           | Premier (0)           |
| 4-я категория (0)           | International (2)     |
| 5-я категория (0)           | International (2)     |

| Титулы по покрытиям | Титулы по месту проведения матчей турнира |
| ------------------- | ----------------------------------------- |
| Хард (1)            | Зал (0)                                   |
| Грунт (1)           | Зал (0)                                   |
| Трава (0)           | Открытый воздух (2)                       |
| Ковёр (0)           | Открытый воздух (2)                       |

| №  | Дата             | Турнир              | Покрытие | Соперница в финале | Счёт           |
| 1. | 13 сентября 2014 | Ташкент, Узбекистан | Хард     | Бояна Йовановски   | 6-2 7-6(4)     |
| 2. | 23 мая 2015      | Нюрнберг, Германия  | Грунт    | Роберта Винчи      | 7-6(5) 4-6 6-1 |

#### Поражения (2)
| №  | Дата            | Турнир              | Покрытие | Соперница в финале | Счёт           |
| 1. | 11 февраля 2008 | Антверпен, Бельгия  | Хард(i)  | Жюстин Энен        | 3-6 3-6        |
| 2. | 26 июля 2015    | Бадгастайн, Австрия | Грунт    | Саманта Стосур     | 6-3 6-7(3) 2-6 |

### Финалы турнировITFв одиночном разряде (19)

#### Победы (6)
| Легенда:          |
| ----------------- |
| 100.000 USD (0+1) |
| 75.000 USD (0)    |
| 50.000 USD (2+2)  |
| 25.000 USD (3+1)  |
| 10.000 USD (1+2)  |

| Титулы по покрытиям | Титулы по месту проведения матчей турнира |
| ------------------- | ----------------------------------------- |
| Хард (0+1)          | Зал (0)                                   |
| Грунт (6+5)         | Зал (0)                                   |
| Трава (0)           | Открытый воздух (6+6)                     |
| Ковёр (0)           | Открытый воздух (6+6)                     |

| №  | Дата            | Турнир                    | Покрытие | Соперница в финале      | Счёт        |
| 1. | 30 июля 2006    | Монтерони-д’Арбия, Италия | Грунт    | Эдина Галловиц          | 6-2 6-1     |
| 2. | 23 октября 2010 | Севилья, Испания          | Грунт    | Андреа Гамис            | 6-0 6-1     |
| 3. | 12 июня 2011    | Кампобассо, Италия        | Грунт    | Ализе Лим               | 6-2 6-4     |
| 4. | 25 июня 2011    | Рим, Италия               | Грунт    | Лора Торп               | 6-3 6-0     |
| 5. | 9 сентября 2012 | Местре, Италия            | Грунт    | Эстрелья Кабеса Кандела | 6-1 3-6 6-1 |
| 6. | 5 июня 2016     | Брешиа, Италия            | Грунт    | Йесика Малечкова        | 6-1 6-2     |

#### Поражения (13)
| №   | Дата            | Турнир                     | Покрытие | Соперница в финале         | Счёт        |
| 1.  | 12 октября 2003 | Бари, Италия               | Грунт    | Беттина Пиркер             | 2-6 5-7     |
| 2.  | 19 июня 2005    | Ленцерхайде, Швейцария     | Грунт    | Даница Крстаич             | 2-6 5-7     |
| 3.  | 6 мая 2006      | Катания, Италия            | Грунт    | Мария Хосе Мартинес Санчес | 3-6 6-4 4-6 |
| 4.  | 6 августа 2006  | Мартина-Франка, Италия     | Грунт    | Маргалита Чахнашвили       | 3-6 5-7     |
| 5.  | 18 марта 2007   | Ориндж, США                | Хард     | Наоми Кавадей              | 1-6 1-6     |
| 6.  | 8 апреля 2007   | Динан, Франция             | Грунт(i) | Маша Зец-Пешкирич          | 4-6 2-6     |
| 7.  | 15 марта 2007   | Чивитавеккья, Италия       | Грунт    | Дарья Кустова              | 6-3 4-6 4-6 |
| 8.  | 15 июля 2007    | Бьелла, Италия             | Грунт    | Агнешка Радваньская        | 3-6 3-6     |
| 9.  | 16 октября 2010 | Сеттимо-Сан-Пьетро, Италия | Грунт    | Анастасия Гримальская      | 6-4 2-6 5-7 |
| 10. | 21 ноября 2010  | Мальорка, Испания          | Грунт    | Диана Энаке                | 4-6 2-6     |
| 11. | 19 июня 2011    | Падуя, Италия              | Грунт    | Кристина Младенович        | 6-3 4-6 0-6 |
| 12. | 2 сентября 2012 | Баньятика, Италия          | Грунт    | Мария Елена Камерин        | 6-7(5) 4-6  |
| 13. | 13 мая 2013     | Трнава, Словакия           | Грунт    | Барбора Заглавова-Стрыцова | 2-6 4-6     |

### Финалы турнировWTAв парном разряде (3)

#### Поражения (3)
| №  | Дата           | Турнир            | Покрытие | Партнёрша       | Соперницы в финале              | Счёт           |
| 1. | 16 июля 2007   | Палермо, Италия   | Грунт    | Аличе Канепа    | Дарья Кустова Мария Корытцева   | 4-6 1-6        |
| 2. | 13 июля 2014   | Бухарест, Румыния | Грунт    | Чагла Бююкакчай | Елена Богдан Александра Каданцу | 4-6 6-3 [5-10] |
| 3. | 12 апреля 2015 | Катовице, Польша  | Хард(i)  | Джоя Барбьери   | Исалин Бонавентюре Деми Схюрс   | 5-7 6-4 [6-10] |

### Финалы турнировITFв парном разряде (7)

#### Победы (6)
| №  | Дата             | Турнир            | Покрытие | Партнёрша       | Соперницы в финале                   | Счёт               |
| 1. | 3 октября 2004   | Беневенто, Италия | Хард     | Джулия Габба    | Сандра Заглавова Мартина Бабакова    | 6-2 0-1 — отказ    |
| 2. | 9 июля 2006      | Кунео, Италия     | Грунт    | Сара Эррани     | Джулия Гатто-Монтиконе Дарья Кустова | 6-3 7-6(5)         |
| 3. | 19 сентября 2010 | Местре, Италия    | Грунт    | Клаудиа Джовине | Ева Бирнерова Андрея Клепач          | 6-7(6) 7-5 [13-11] |
| 4. | 6 февраля 2011   | Рабат, Марокко    | Грунт    | Ева Грдинова    | Ивета Герлова Луция Кригсманнова     | 6-4 6-1            |
| 5. | 16 апреля 2011   | Помеция, Италия   | Грунт    | Диана Энаке     | Конни Перрен Марина Шамайко          | 7-6(3) 6-2         |
| 6. | 12 февраля 2012  | Кали, Колумбия    | Грунт    | Мэнди Минелла   | Ралука Олару Александра Каданцу      | 6-4 6-3            |

#### Поражения (1)
| №  | Дата            | Турнир                    | Покрытие | Партнёрша      | Соперницы в финале                      | Счёт           |
| 1. | 11 августа 2012 | Монтерони-д'Арбия, Италия | Грунт    | Аличе Балдуччи | Федерика ди Сарра Анастасия Гримальская | 4-6 7-5 [7-10] |

### Финалы командных турниров (1)

#### Победы (1)
| №  | Год  | Турнир          | Команда                                     | Соперник в финале                                      | Счёт в финале |
| -- | ---- | --------------- | ------------------------------------------- | ------------------------------------------------------ | ------------- |
| 1. | 2013 | Кубок Федерации | Италия С.Эррани,Р.Винчи,Ф.Пеннетта, К.Кнапп | Россия А.Панова, И.Хромачёва, А.Клейбанова, М.Гаспарян | 4-0           |